# ATmega328

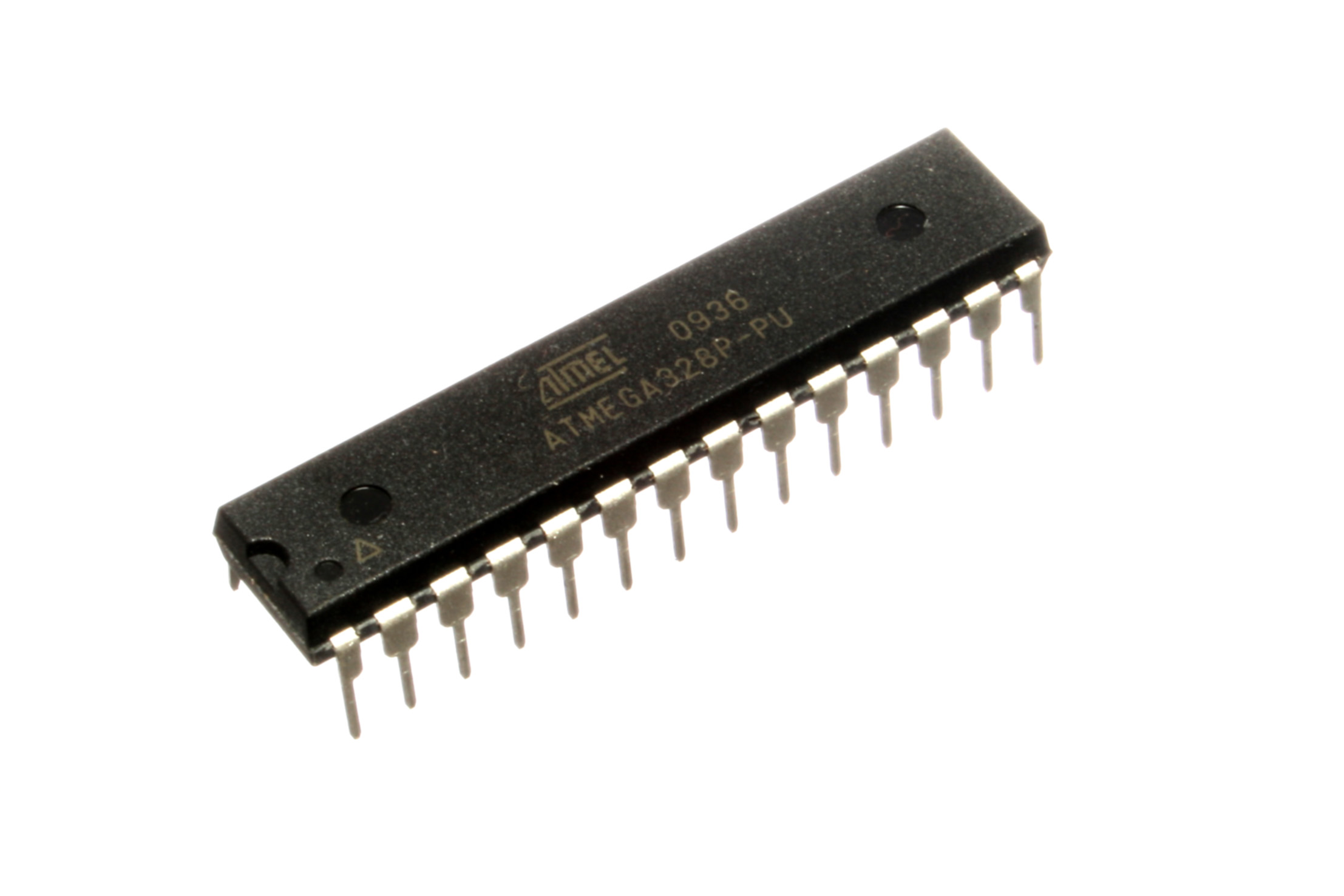
ATmega328P v pouzdře DIP s 28 vývody

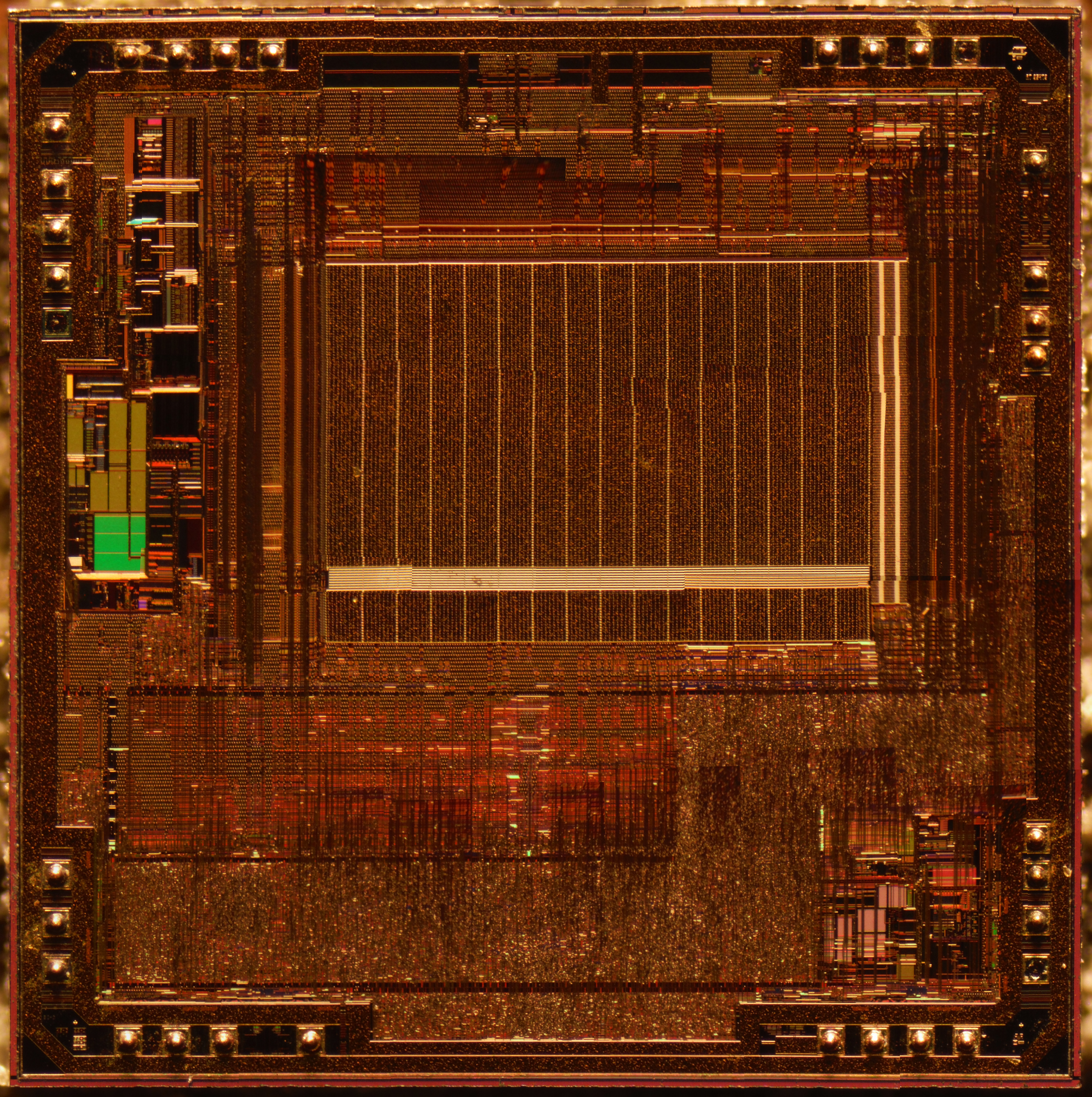
Čip ATmega328P

ATmega328 je jednočipový mikrořadič z rodiny megaAVR navržený firmou Atmel.

## Specifikace
Atmel je 8bitový mikrořadič založený na architektuře AVR RISC, který integruje 32 kiB ISP flash paměti s podporou read-while-write, 1 kiB EEPROM, 2 kiB SRAM, 23 univerzálních vstupně-výstupních vývodů, 32 univerzálních registrů, tři flexibilní čítače/časovače s porovnávacími režimy, vnitřní a vnější přerušení, programovatelný sériový obvod USART, bajtově orientované 2vodičové sériové rozhraní, sériový port SPI, 6kanálový 10bitový A/D převodník (ve verzích TQFP a QFN/MLF 8kanálový), programovatelný watchdog timer s interním oscilátorem, a pět programovatelných režimů pro úsporu energie. Napájecí napětí může být v rozsahu 1,8 až 5,5 voltů. Výkon procesoru odpovídá 1 MIPS (ze anglického Millions Instructions Per Second) při frekvenci 1MHz, což znamená provedení jedné instrukce každou periodu řídícího signálu procesoru.

## Klíčové parametry
| Parameter                                 | Value                                                                  |
| ----------------------------------------- | ---------------------------------------------------------------------- |
| Typ CPU                                   | 8-bit AVR                                                              |
| Výkon                                     | 20 MIPS při 20 MHz                                                     |
| Paměť flash                               | 32 kB                                                                  |
| SRAM                                      | 2 kB                                                                   |
| EEPROM                                    | 1 kB                                                                   |
| Počet vývodů                              | 28 u verze PDIP, 32 u verze TQFP; QFN/MLF má variantu s 28 i 32 vývody |
| Maximální frekvence                       | 20 MHz                                                                 |
| Počet touch channels                      | 16                                                                     |
| Hardware QTouch Acquisition               | Ne                                                                     |
| Maximální počet vstupně-výstupních vývodů | 23                                                                     |
| Počet externích přerušení                 | 2                                                                      |
| Rozhraní USB                              | Ne                                                                     |

## Náhrady
Možnou náhradou za ATmega328 je „picoPower“ ATmega328P. Úplný seznam ostatních členů řady megaAVR lze nalézt na webových stránkách Atmel.

## Použití
Od roku 2013 se ATmega328 běžně používá v mnoha projektech a autonomních systémech, které vyžadují jednoduché, úsporné a levné mikrořadiče[zdroj?]. K nejrozšířenějším využitím obvodu patří zařízení jednoúčelové průmyslové automatizace, jednoúčelová zařízení (battery management, meteorologické stanice, měřicí zařízení) apod. Velké popularity dosáhl vývojový kit Arduino Uno.

## Spolehlivost
Testy spolehlivosti ukazují, že očekávaná míra selhání uchovávání dat je mnohem menší než 1 PPM za více než 20 let při teplotě 85 °C nebo 100 let při 25 °C.

## Programování
| Programování signál | Jméno pinu      | I/O | Funkce                                                                               |
| ------------------- | --------------- | --- | ------------------------------------------------------------------------------------ |
| RDY/BSY             | PD1             | O   | Vysoká úroveň znamená, že MCU je připraveno pro nový příkaz, jinak je zaneprázdněno. |
| OE                  | PD2             | I   | Output Enable (Aktivní při nízké úrovni)                                             |
| WR                  | PD3             | I   | Write Impuls (Aktivní při nízké úrovni)                                              |
| BS1                 | PD4             | I   | Výběr bajtu 1 ("0" = nižší bajt, "1" = vyšší bajt)                                   |
| XA0                 | PD5             | I   | XTAL Action bit 0                                                                    |
| XA1                 | PD6             | I   | XTAL Action bit 1                                                                    |
| PAGEL               | PD7             | I   | Zápis do paměti programu nebo dat (flash a EEPROM)                                   |
| PS2                 | PC2             | I   | Výběr bajtu 2 ("0" = nižší bajt, "1" = vyšší bajt)                                   |
| DATA                | PC[1:0]:PB[5:0] | I/O | Obousměrná datová sběrnice (je-li Output Enable na nízké úrovni, pak výstup)         |

Vývody ATmega 48A/PA/88A/PA/168A/PA/328/P v pouzdře 28-DIP (datasheet)

Vstup do programovacího módu se děje nastavením vývodů PAGEL (PD7), XA1 (PD6), XA0 (PD5), BS1 (PD4) na napětí 0 V s následným nastavením RESET na 0 V a vypnutím napájení VCC. Pak je na VCC přivedeno napájení o napětí 4,5 - 5,5 V a po prodlevě 60 µs se vstup RESET nastaví na 11,5 - 12,5 V, přičemž tento stav musí trvat nejméně 310 µs. Pak se nastaví XA1:XA0:BS1:DAT = 100 1000 0000 a pošle se impuls o délce trvání alespoň 150 ns na XTAL1 a impuls na nulu na WR. Tím se zahájí výmaz paměti obvodu, jehož ukončení signalizuje obvod uvedením RDY/BSY (PD1) na vysokou úroveň. Nastavit XA1:XA0:BS1:DAT = 100 0001 0000, přivést impuls na XTAL1, a impuls na WR na nulu je příkaz pro zápis do flash paměti. A tak dále.
| Symbol | Kolíky | I/O | Popis                   |
| ------ | ------ | --- | ----------------------- |
| MOSI   | PB3    | I   | Vstup sériových dat     |
| MISO   | PB4    | O   | Výstup sériových dat    |
| SCK    | PB5    | I   | Hodiny pro sériová data |

Sériová data do MCU jsou taktována vzestupnou hranou, data z MCU jsou taktována sestupnou hranou. Při přivedení napájecího napětí na VCC jsou vstupy RESET a SCK nastaveny na nulu. Po prodlevě alespoň 20 ms je třeba poslat sériové instrukce „povolit programování“ 0xAC, 0x53, 0x00, 0x00 na vývod MOSI. MCU opakuje druhý byte (0x53).